# Novoaleksàndrovka (Rovenkí)
|  | Per a altres significats, vegeu «Novoaleksàndrovka». |

Novoaleksàndrovka - Новоалександровка (rus) - és un poble de l'óblast de Bélgorod, a Rússia. El 2010 tenia 1.051 habitants. Pertany al districte (raion) de Rovenkí.